# Jan Ziobro
Jan Ziobro (Rabka-Zdrój, 24 de junio de 1991) es un deportista polaco que compitió en salto en esquí.
Ganó una medalla de bronce en el Campeonato Mundial de Esquí Nórdico de 2015, en el trampolín grande por equipos. Participó en los Juegos Olímpicos de Sochi 2014, ocupando el cuarto lugar en la misma prueba.

## Palmarés internacional
| Campeonato Mundial | Campeonato Mundial | Campeonato Mundial | Campeonato Mundial |
| Año                | Lugar              | Medalla            | Prueba             |
| ------------------ | ------------------ | ------------------ | ------------------ |
| 2015               | Falun (Suecia)     | Medalla de bronce  | TG por equipos     |